# Irene Neander
Irene Neander (* 2. Oktober 1906 in Moskau, Kaiserreich Russland; † 11. Januar 1990 in Tübingen) war eine deutsche Lehrerin und Autorin.

## Leben
Irene Neander war die Tochter von Paul Friedrich Eduard Neander (1872–1917), eines Nachkommen von Christoph Friedrich Neander, und Sophie Elisabeth von Etlinger.
Sie studierte Deutsch, Französisch, Englisch und Pädagogik 1925–1930 in Jena, Berlin, Bonn, Heidelberg. 1931 wurde sie an der Universität Jena promoviert. Anschließend war sie als Lehrerin in Riga, Posen, Potsdam tätig. Von 1945 bis zu ihrer Pensionierung 1971 lehrte sie an der Universität Tübingen als Akademische Oberrätin Russisch.

## Mitgliedschaft
- Baltische Historische Kommission e.V., ordentliches Mitglied 1951[1]

## Veröffentlichungen
- Russische Geschichte in Grundzügen, - Darmstadt: Wissenschaftliche Buchgesellschaft, [Abt. Verl.], 1988, 4., durchges. Aufl.
- Grundzüge der russischen Geschichte, - Darmstadt: Wissenschaftliche Buchgesellschaft, [Abt. Verl.], 1987, 3., gegenüber d. 2. unveränd. Aufl.
- Grundzüge der russischen Geschichte, - Darmstadt: Wissenschaftliche Buchgesellschaft, [Abt. Verl.], 1976
- Der Panslawismus, - [Marburg]: Dt. Blindenstudienanstalt 1971
- Grundzüge der russischen Geschichte, - Darmstadt: Wissenschaftliche Buchgesellschaft, 1970
- Der Panslawismus, - Stuttgart: Klett, [1958]
- Grundzüge der russischen Geschichte, - Darmstadt: Wissenschaftliche Buchgesellschaft, 1958, Sonderausg. 3., durchges. Aufl.
- Grundzüge der russischen Geschichte, - Darmstadt: Wissenschaftliche Buchgesellschaft, 1957, Sonderausg. 2., durchges. Aufl.
- Grundzüge der russischen Geschichte, - Darmstadt: Gentner, 1956
- Christoph Friedrich Neander, ein Beitrag zur Geschichte der Aufklärung in Kurland. Mitau 1931 (Dissertation)